# Zakrzewo (powiat grudziądzki)
Zakrzewo – wieś w Polsce położona w województwie kujawsko-pomorskim, w powiecie grudziądzkim, w gminie Radzyń Chełmiński.

## Podział administracyjny
W latach 1975–1998 miejscowość należała administracyjnie do województwa toruńskiego.

## Demografia
Według Narodowego Spisu Powszechnego (III 2011 r.) wieś liczyła 327 mieszkańców. Jest czwartą co do wielkości miejscowością gminy Radzyń Chełmiński.

## Drogi wojewódzkie
Przez wieś przechodzi droga wojewódzka nr 538.